# Campionat de Zúric 1972
L'edició del 1972 fou la 57a del Campionat de Zuric. La cursa es disputà el 7 de maig de 1972, pels voltants de Zúric i amb un recorregut de 254 quilòmetres. El vencedor final fou el belga Willy Van Neste, que s'imposà per davant de Victor Van Schil i André Poppe.

## Classificació final
|    | Ciclista         | Equip                            | Temps      |
| -- | ---------------- | -------------------------------- | ---------- |
| 1  | Willy Van Neste  | Flandria-Beaulieu                | 6h 34' 47" |
| 2  | Victor Van Schil | Molteni                          | + 10"      |
| 3  | André Poppe      | Van Cauter-Magniflex-De Gribaldy | m. t.      |
| 4  | Erwin Thalmann   | Möbel Märki-Bonanza              | + 23"      |
| 5  | Louis Pfenninger | Rokado                           | m. t.      |
| 6  | Emanuele Bergamo | Filotex                          | + 3'10"    |
| 7  | Willy In't Ven   | Molteni                          | m. t.      |
| 8  | Franco Bitossi   | Filotex                          | m. t.      |
| 9  | Georges Pintens  | Van Cauter-Magniflex             | m. t.      |
| 10 | Roger Swerts     | Molteni                          | m. t.      |